# Ertang
Ertang (kinesiska: 二塘乡, 二塘) är en socken i Kina. Den ligger i den autonoma regionen Guangxi, i den södra delen av landet, omkring 330 kilometer nordost om regionhuvudstaden Nanning. Antalet invånare är 19006. Befolkningen består av 9 183 kvinnor och 9 823 män. Barn under 15 år utgör 17,0 %, vuxna 15-64 år 74 %, och äldre över 65 år 7,0 %.
Genomsnittlig årsnederbörd är 2 379 millimeter. Den regnigaste månaden är juni, med i genomsnitt 483 mm nederbörd, och den torraste är oktober, med 58 mm nederbörd.